# Sông Yūbari
Sông Yūbari (夕張川 Yūbari-gawa) là sông thuộc huyện Yūbari, Hokkaidō, Nhật Bản.